# Uskočki rat
Uskočki rat (talijanski: Guerra di Gradisca) bio je rat između Mletačke Republike i Austrije koji je trajao od 11. kolovoza 1615. do 6. studenoga 1617. Taj rat bio je uvertira za Tridesetogodišnji rat.
Obje strane koristile su se najamnicima, tako su se na obje strane borili Talijani, Nijemci, Hrvati, Albanci i Francuzi. Jedina razlika bila je u tome što se Venecija služila i grčkim plaćenicima, a Habsburgovci španjolskim.
Taj rat se vodio s promjenjivom srećom, iako su Mlečani načelno bili puno snažniji, ipak nisu uspjeli ostvariti neke značajnije uspjehe, pa je na kraju 1617. završio na istim početnim pozicijama. I jedna i druga strana provodile su velike pljačkaške akcije protiv civilnog stanovništva, uostalom tako se posredno plaćalo vojnike. Osobito teško je stradala Istra, gdje su se ratne aktivnosti produžile sve do travnja 1618. Računa se da je tadašnja Istra izgubila oko 30 – 50 % stanovništva i 90 – 99 % stoke, a da je porušeno ili spaljeno 60 – 90 % kuća, i napušteno oko 90 – 98 % polja. Suvremenici su ga smatrali pravom katastrofom, jer su se njegove posljedice još dugo osjećale po cijeloj Istri.

## Uzrok rata Uskoci
Još je habsburgški car Ferdinand I. počeo s politikom instrumentaliziraranja brojnih manje više slavenskih balkanskih izbjeglica, koji su bježeći pred Turcima, potražili utočište u zemljama pod njegovom kontrolom, pa im je dozvolio da se nasele u Kranjskoj i Dalmaciji, i to uz subvencije i povlastice u zamjenu za služenje u paravojnim formacijama, koje su trebale svojim geriliskim akcijama podrivati tadašnju mletačku dominaciju nad Jadranom. Oni su kasnije postali poznati pod imenom Uskoci.
Mletačka Republika je uzalud protestirala, na kraju je bila prisiljena ojačati obranu brodskih konvoja, i poduzimati kojekakve kaznene ekspedicije protiv uskočkih baza, ali su carevi Maksimilijan II. i Rudolf II. uz deklarativno gnušanje, ipak nastavili istu politiku.
Pravi casus belli bili su gubitak broda rektora Kotora i otmica providura Krka 1612., zbog tog je mletačka mornarica poduzela blokadu svih austrijskih luka primoravši tako u veljači 1613.
nadvojvodu Ferdinanda II. da prihvatiti sporazum, kojim se obavezao da će raseliti uskoke, i onemogućiti njihove daljnje aktivnosti, ali se to nije obistinilo, jer su uskoci nastavili s gusarenjem. Pa su tako u svibnju 1613. pored otoka Hvara orobili brod i zarobili venecijanskog patricija Cristofora Veniera.
Nakon tog je u kolovozu 1613. organizirana mirovna konferencija u Linzu, Austrija je kao uvjet za prekid neprijateljstva, tražila liberalizaciju plovidbe po Jadranu, ali je to Mletačka Republika odbila.

## Početci Uskočkog rata
Mletačka flota blokirala je 1614. Trst, čija je posada već prije tog pojačana kapetanom Sebastianom Zuechom. Zbog tog su se Mlečani s dvije pješadijske satnije uputili prema dvorcu San Servolo (Grad Socerb) u krasu pored Kopra i opljačkali ga. Njih su na povratku presreli 240 njemačkih arkebuzira i zapucali na njih, pobivši i ranivši desetke vojnika.
Nakon tog je istarski providur Benedetto da Lezze s nekih 1000 konjanika i pješačkih vojnika zauzeo San Servolo. Zauzvrat je jesen 1615. trsatski grof pukovnik Vuk Frankopan s uskocima i hrvatskim vojnicima opljačkao okolicu Monfalconea.
Nakon tog se na krasu iznad Trsta sakupilo 1.200 hrvatskih vojnika, 500 uskoka i 500 konjanika, nasuprot njima s druge strane stajala je Mletačka vojska od 3 000 ljudi na čelu s Istarskim providurom Benedettom da Lezze.
Međusobne čarke počele su u listopadu 1615. Tad je savojski dužd ponudio Veneciji savezništvo, ali je to senat odbio.

## Bitka kod solana u Milju
Ratu je prethodila kriza oko solana Žavlje (Zaule) kod Milja 1609., jer su Tršćani htjeli potrebe seljaka iz zaleđa za solju skrenuti prema svojim novim solanama.
Istarski providur Benedetto da Lezze iskrcao se 24. studenog 1615., s jednom galijom, i nekoliko manjih brodova u zaljevu kod Muggie s posadom od oko 3 800 vojnika, kojima se pridružilo još 6 satnija pod vodstvom kapetana Fabija Galla, koje su domarširale iz Istre. Oni su zauzeli solane kod Žavlja (Zaule) i počeli ih uništavati.
Austrijanci su s krasa hitno uputili jedinice kapetana Daniela Francola, trsatskog grofa Vuka Frankopana i tršćanske arkebuzire predvođene kapetanom Sebastianom Zuechom. Iznenađeni Venecijanci počeli su bježati prema svojim brodovima, s galije su stali panično pucati iz topova, ali je Fabio Gallo sa svojim vojnicima pobjegao s bojišta. U tom metežu su Mlečani izgubili oko 4.000 do 6.000 ljudi (oni sami govorili su samo 120) i zastavu, s druge strane Austrijanci imali samo 10 poginulih.

## Sukobi se šire na Furlaniju
Providur Palme (današnja Palmanova) uspio je mobilizirati vojsku od nekih 3 000 ljudi, koja je 20. prosinca 1615. krenula prema Soči i počela opsadu habsburgške utvrde Gradiške.
Lokalna milicija u Mošćeničkoj Dragi, uspjela je spriječiti iskrcavanje dviju mletačkih galija i 40 barki. Pa su oni između 25. i 30. prosinca u znak odmazde krenuli pljačkati i paliti istarska naselja u unutrašnjosti koja su bila pod austrijskom vlašću.
Komandant mletačkih jedinica Pompeo Giustiniani je nastupajući sa svojim pješadijskim i konjaničkim četama toliko iznenadio Austrijance, da su oni u panici napustili svoje položaje kod Gorice. Ali su se s druge strane na okolnim brdima rasporedile jedinice Adama Trautmansdorfa, a posada Gradiške dobila je pojačenje na čelu s grofom Riccardom di Strassoldom, i jednu jedinicu koruških arkebuzira.
Uskoci su se uspeli ubaciti u mletačku pozadinu kod Monfalconea i između 20 i 30. siječnja 1616. opljačkati neka naselja Mlečani su podigli utvrdu Mariano i počeli pljačkati predgrađa Gradiške zbog tog je karlovački kapetan Daniel Francol pokušao napraviti protunapad, s 30 konjanika i pješadijskom četom. Njegov napad osujetili su Mlečani s tri strane, konjicom pod vodstvom Pompeo Giustiniani s boka, udineški kapetan Daniel Antonini s druge i Tristan Savorgnan s treće, na kraju su ga opkolili i pobili sve uključujući i Francola.

## Prva opsadaGradiškeutvrde
Mlečani su počeli s velikim opsadnim radovima ispred Gradiške 24. veljače 1616., uz stalno ometanje konjaničkih protunapada iz Gorice i Ločnika. Ipak su dogurali topove i stali kopati tunele da miniraju bastion San Giorgio. Iznenadni protunapad branioca na njihove položaje 21. ožujka nanio im je teške gubitke od 400 poginulih, u tom napadu je umalo stradao i sam komandant Pompeo Giustiniani. Ni miniranje im nije uspjelo, ali su nastavili uzaludno tući po utvrdi, koja je u međuvremenu dobila još jedno pojačanje, nakon tog su pokrenuli još jedan uzaludan napad 25. ožujka. Na kraju je 29. ožujka Giustiniani prekinuo opsadu i povukao se u Mariano.

## Bitka kod Ločnika (Gorica)
Mlečani su nakon tog počeli širili glasine o novoj rundi pregovora o miru, a s druge strane su radili na transformaciji svojih trupa. U svoje jedinice uključili su 200 robijaša kojima su za to ponudili oprost i unajmili 4 000 Francuza. Pompeju Giustinianiju dali su pomoćnike; Francesca Martinenga i Ferrantea de Rossija. Tako ojačani krenuli su ponovno u napad, ali je kod kod Ločnika (Gorica) 2. svibnja sačekao austrijski komandant Trautmansdorf s takvom topničkom vatrom da su se Mlečani zbog velikih gubitaka morali povući.
Mlečani su nakon tog zbog bolesti smanjili vojne aktivnosti, dok su s druge strane Austrijanci dobili pojačanje. Dotadašnjeg providura za naoružanje Barbariga, zamijenio je 6. lipnja novi Antonio Priuli, on je osvježio jedinice novim najamnicima iz Furlanije (oltramontani) i Dalmacije (oltramarini). U sklopu svojih priprema stao je jačati svoje utvrde na frontu, i napadati austrijske položaje i naselja po Istri, ne bi li ih razvukao. Austrijanci su na to odgovorili upadom na teritorij Monfalconea. Albanski najamnici pokušali su za Mlečane osvojiti utvrdu Stella 5. kolovoza, ali su se zbog velikih gubitaka morali povući. Mlečani u lipnju 1616. pljačkaju krajeve oko Kobarida i Tolmina. engleski plaćenik kapetan Schmit, kog je plaćao biskup Bamberga s 400 svojih vojnika i austrijskim jedinicama na prepad majstorski zauzima Pontebbu 4. kolovoza. Zbog tog Mlečani organiziraju protunapad koji vodi Marcantonio di Manzano i ponovno 13. kolovoza zauzimaju Pontebbu i Malborghetto. Konjica pod vodstvom Giacoma Antoninija produžuje napad i pljačka okolicu Tarvisia.
Mlečani su nakon tog povlače u Pontebbu i rade na jačanju njegove obrane. Camillo Tevigiano sa svojim grčkim plaćenicima iz Cividalea upada u dolinu Soče i kraj oko Kobarida i Tolmina.
Austrijanci se 28. kolovoza povlače na lijevu obalu Soče, jer su zbog bolesti izgubili jednu trećinu svoje vojske. Pompeo Giustiniani postavlja svoje topništvo ispred utvrde San Pietro na brdu Fortin i počinje je bombardirati 10. rujna nakon tog se kapetan utvrde Sibel predao 19. 9 i uz počasti napustio utvrdu.
Rat je nastavljen manjim okršajima kod kod Ločnika, gdje su se obje strane nastojale bolje ukopati.
Mlečani su krajem novembra odbili austrijski protunapad kod Gradiške, njihov zapovjednik – Camillo Trevigliano s hrvatsko-albanskim konjanicima prelazi Soču i upada u valonski logor kod Gorice, ali je usprkos početnih uspjeha na račun iznenađenja odbijen, jer je Valoncima u pomoć priskočila vojska Španjolca Baltasara Marradasa. Trevigliano se jedva izvukao do Ločnika, ali su Austrijanci u brzom kontranapadu pod komandom Trautmansdorfa, prešli Soču i napali njegove konjanike, u metežu koji je izbio ranjen je u ruku Trautmansdorf, ali je Mlečane zahvatila panika pa su se razbježali ostavivši mnogo svojih poginulih i ranjenih vojnika, među ostalim i Francesca Giustiniana.
U siječnju 1817. je Giovanni de Medici preuzeo komandu nad mletačkom vojskom, podržan od novog providura za naoružanje Antonija Landa.
Austrijancima su stigla značajna pojačanja novih najamnika iz Štajerske, Koruške i Kranjske, pa su oni pojačali pritisak na drugu obalu Soče, zbog čeg su Mlečani počeli podizati nove utvrde.
Austrijanci 30. siječnja 1817. napadaju Ločnik (Gorica), ali ih je jaka topnička vatra zaustavila, pa su se uz velike gubitke povukli. Mlečani s druge strane u veljači napadaju austrijske položaje kod Šmartna v Brdih i Vipolža, ali se povlače kad su ih s bokova napali uskoci i lokalni stanovnici. Tolminski kapetan Gaspar von Dörnberg u veljači s vrlo malim snagama napada Cividale.
Mlečani su se u veljači – ponovno primakli Gradiški i otpočeli radove za dugotrajnu opsadu, pritom ih je stalno ometala austrijska konjica. Giovanni de Medici 1. travnja pokreće golemu ofenzivu, i s velikim snagama napada utvrdu Stella, ali je odbijen od malog garnizona kapetana Paradisa. Mlečani su prešli Soču na šest mjesta, ali su njihove kolone zaustavljene jakom topničkom vatrom. Jedini prodor napravljen je kod Vipolža kog su uspjeli i zauzeti, ali uz velike gubitke.
Nadvojvoda Ferdinand II. šalje kao pomoć jedan kontingent vojnika koju mu je dao biskup iz štajerskog Gurka i jedan iz Kranjske s komandantom Erwardom von Auespergom. Gorički plemići unajmljuju konjanike i jednu jedinicu tirolskih arkebuzira predvođenih engleskim kapetanom Henryjem Brusom. Baltasar Marradas je s jednim konjičkim pukom i španjolskom pješadijom krenuo na Istru i 14. svibnja zauzeo Gračišće, a nakon tog 20. svibnja i Plomin sa svim brodovima u luci, zatim je poharao Labin i okolicu, pa se nakon tog povukao na Soču.

## Mletačka ofenziva
U Monfalconeu se iskrcava grof Johan Ernst van Nassau sa svojim kontigentom od 4.000 nizozemskih najamnika, na taj način su Mlečani uspjeli mobilizirati impresivnu vojsku od 20.000 ljudi, među kojima je bilo i dosta britanskih plaćenika.
Mlečani su se pripremeli za veliku ofenzivu, zbog tog je komandant Giovanni de Medici, preselio svoj stožer u Monfalcone da bude biže frontu.
U zoru 2. lipnja nizozemski zauzimaju San Martino del Carso, Austrijanci napuštaju sve svoje položaje između Gradiške i brda, koje zaposjeda mletačka vojska. Camillo Treviglian napada austrijske položaje kod Gorice, istovremeno šest mletačkih galija bombardira dvorac Duino.
Sljedećeg dana nizozemski ovladavaju brdom San Michele, a nakon dolaska topništva uspjevaju probiti linije austrijske obrane. Nakon dva dana predaje im se 400 vojnika iz austrijske utvrde, u zamjenu za slobodan prolaz. Sad se nalaze pred samim austrijskim zapvjedništvom iza parka Rubbia, pa Austrijanci počinju s evakuacijom Gorice. Ali je tad nizozemski napad stao, jer je njihov komandant Johan Ernst van Nassau odbio nastaviti napad, zbog premorenosti svojih vojnika. To je dalo Austrijancima priliku da ojačaju svoju obranu, tokom jedne od rutinskih inspekcija bedema – 7. lipnja u topničkom napadu, ubijen je komandant Trautmansdorf, njega je zamijenio Španjolac Baltasar Marradas. On je podvalio Mlečanima lažnu korespondenciju i tako ih obmanuo da Gradiška ima puno bolje zalihe i snagu, nego što je bilo stvarno stanje.
Nakon tog su Austrijanci uspješno odbili tri napada na park Rubbia 9., 12. i 20. lipnja, pa je tako završila i ta mletačka ofenziva.

## Druga opsada Gradiške
Mlečani su i dalje uporno napadali i pojačali blokadu Gradiške, ipak se zbog gubitaka i bolesti njihova holandska vojska skoro prepolovila. S druge strane Austrijancima je stiglo pojačanje, na čelu s Albertom von Wallensteinom, pa su oni u lipnju 1617. u tri kolone iz Farre, Gorice i Gradiške napali logor albanske konjice – Camilla Trevigiana i nanijeli mu teške gubitke. Među poginulima bili su i njegovi komandanti Marcantonio di Manzano, Pietro Avogadro i Leonardo Gualdo. Austrijanci su na taj način uspjeli dopremiti municiju i hranu do Gradiške. .
Jedna austrijska kolona 22. lipnja 1617. napada položaje mletačke vojske, koja je opsjedala utvrdu Stellu, i nanosi joj velike gubitke.
Istovremeno Austrijanci kontraofenzivom ponovo zauzimaju rovove na brdu San Michele. Lando se sprema s teškoćama.
Nakon tog se Giovanni de Medici, povlači s komndantskog položaja, i to zbog zdravstvenih razloga, na njegov položaj 24. lipnja stupa princ Luigi d' Este.

## Španjolci ulaze u rat
Pedro Giron, vojvoda od Osuna i potkralj Napulja napao je 1617. mletačku flotu kod dubrovačkog Gruža i nanio joj ozbiljnu štetu. Istovremeno je u tršćanskoj luci španjolski brod iskrcao 150 najamnika na čelu s Englezom Rupertom Eliatom.
Nakon tog je Mletačka Republika prikupila flotu od 86 galija i manjih brodova, i unajmila engleske i nizozemske pirate.

## Mirovni pregovori u Parizu i Madridu
Uz posredovanje Francuske i pape u  1617. otpočeli su u Parizu mirovni pregovori
S druge strane se Pedro di Toledo, španjolski guverner Milana u listopadu 1617. uputio s vojskom prema Cremi, na granicu Mletačke Republike. Na drugoj strani je Rizzardo da Strassoldo pokušao zadnji napad na Gradišku, ali je uspio zauzeti samo periferne utvrde.
Pregovori su nastavljeni u Madridu, oni su doveli do primirja 28. studenog, što je omogućilo Baltasaru Marradasu da dopremi hranu do Gradiške.
S druge strane mletački Holandski najamnici su se pobunili u sijenčcju 1618., tu bunu su možda isprovocirali agenti Pedra Girona, vojvode od Osuna potkralja Napulja, Holandezi su se nakon tog povukli nakon nekoliko ustupaka.
Pariški mirovni ugovor je ratificiran u Madridu 1. veljače 1618. i objavljen 24.lipnju, on je načelno utvrdio prijašnje stanje. Austrija se obavezala da će uskoke držati podalje od obale, a Mletačka Republika da će vratiti sve okupirane teritorije.

## Španjolska urota
Rat se nakon tog prenio u samu Veneciju, gdje je Savjet umoljenih optužio neke francuske najamnike iz Napulja, da su se zajedno sa španjolskim ambasadorom Alonsom de La Cueva, markizom od Bedmara udružili i pripremili atentat na dužda i španjolsku intervenciju 1618.
Nakon tog je flota Napuljskog kraljevstva uplovila u Jadran, ali se nije približila Veneciji, jer se nakon teških oštećenja zbog oluje vratila natrag. Ubrzo nakon tog je Alonso de La Cueva, pozvan natrag u Španjolsku. Mletačka Republika optužila je i Pedra Girona, vojvodu od Osuna i potkralja Napulja, za istu tu urotu, dodavši da se on želio osamostaliti od Španjolske, pa je i on opozvan u Madrid 1620., tamo je zatvoren pa je i umro u zatvoru.

## Vanjske poveznijce
- Uskočki rat na portalu Istrapedia
- La Guerra di Gradisca (1615-1617) na portalu Storia e Wargame (tal.)